# Johan Sjöberg (författare)
Johan Sjöberg, född 1974, är en svensk rollspelskonstruktör.
Han ligger bakom många av de expansioner som producerades till Drakar och Demoner Chronopia. Han ligger bland annat bakom: Alver i Chronopia, Dvärgar i Chronopia, Svartblod i Chronopia och Vapen & rustningar i Chronopia.
Han producerade även annat, tidigare material till Drakar och Demoner som Krigarens handbok och äventyrstrilogin Den nidländska reningen. Efter att Target Games/Äventyrsspel lade ner verksamheten med att producera rollspel grundade han det numera insomnade rollspelsföretaget Cell Entertainment som bland annat gav ut rollspelet Gemini.